# Aplysiida
Aplysiida, ook wel Zandhaas genoemd, zijn een orde van slakken (Gastropoda) die behoren tot de stam van de weekdieren (Mollusca).

## Taxonomie
De volgende taxa zijn bij de orde ingedeeld:
- Superfamilie Akeroidea Mazzarelli, 1891
- Superfamilie Aplysioidea Lamarck, 1809